# 曼徹斯特鎮區 (明尼蘇達州弗里伯恩縣)
曼徹斯特鎮區（英語：Manchester Township）是位於美國明尼蘇達州弗里伯恩縣的一個行政鎮區。

## 地方資料
曼徹斯特鎮區的面積為93.21平方千米，當中陸地面積為92.56平方千米，而水域面積為0.64平方千米。根據2020年美國人口普查的數據，當地共有人口423人，而人口密度為每平方千米4.54人。